# Stangmore Park
Stangmore Park – stadion piłkarski w Dungannon w Irlandii Północnej, na którym swoje mecze rozgrywa zespół Dungannon Swifts F.C. Obiekt oddano do użytku  w 1975 roku. Jego pojemność wynosi 3 tysiące miejsc.
Stadion posiada cztery trybuny:
- Main Stand
- Home End
- Moy Roe End
- Covered Side Terrace